# Neve com efeito de lago

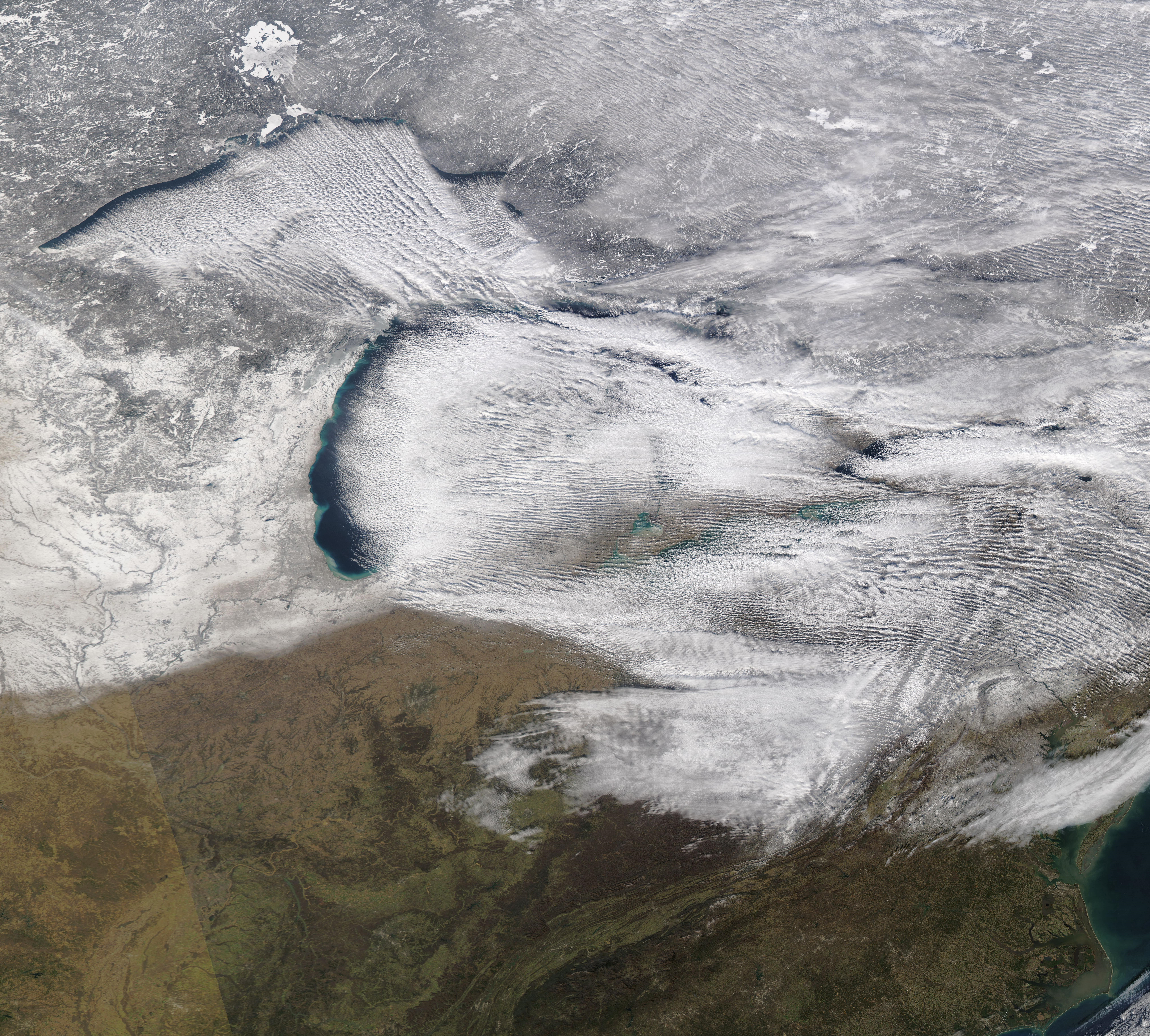
Um vento frio de noroeste a oeste sobre todos os Grandes Lagos gerou a neve com efeito de lago em 10 de janeiro de 2022.

Neve com efeito de lago é um fenômeno produzido em condições atmosféricas mais frias, quando uma massa de ar fria passa por grandes extensões de água de lago mais quente. A camada inferior de ar, aquecida pela água do lago, absorve vapor de água e sobe ao encontrar ar mais frio acima. Esse vapor congela e se deposita como neve nas margens a sotavento (a favor do vento). Esse mesmo efeito ocorre sobre corpos de água salina, sendo então chamado de neve com efeito de oceano ou neve com efeito de baía. O fenômeno é intensificado quando a massa de ar em movimento é elevada pela influência orográfica de altitudes maiores nas margens a sotavento. Essa elevação pode gerar bandas estreitas, porém muito intensas, de precipitação, que depositam muitos centímetros de neve por hora, frequentemente resultando em grandes acumulações totais de neve.
As áreas afetadas por esse tipo de neve, incluindo os fenômenos paralelos de "efeito de oceano", são conhecidas como cinturões de neve. Essas regiões incluem áreas a leste dos Grandes Lagos na América do Norte, as costas oeste do norte do Japão, o Lago Baikal na Rússia, e locais próximos ao Grande Lago Salgado, Mar Negro, Mar Cáspio, Mar Báltico, Mar Adriático, Mar do Norte, entre outros.
Nevascas por efeito de lago são condições semelhantes a nevascas resultantes desse tipo de neve. Em certas situações, ventos fortes podem acompanhar a neve com efeito de lago, criando condições parecidas com nevascas; no entanto, a duração do evento é geralmente um pouco menor do que o necessário para um alerta de nevasca nos Estados Unidos e no Canadá.
Se a temperatura do ar for baixa o suficiente para manter a precipitação congelada, ela cai como neve com efeito de lago. Caso contrário, cai como chuva por efeito de lago [en]. Para que isso ocorra, o ar que atravessa o lago deve estar significativamente mais frio que o ar da superfície (próximo à temperatura da água). Especificamente, a temperatura do ar a uma altitude onde a pressão atmosférica é de 850 millibars (85 kPa) (aproximadamente 1,5 Km verticalmente) deve ser 13 ºC inferior à temperatura do ar na superfície. Quando o ar a 850 millibars (85 kPa) está muito mais frio que a superfície da água, pode ocorrer neve com trovões [en], com chuviscos de neve acompanhados de relâmpagos e trovões (devido à maior energia disponível pela instabilidade aumentada), e, em casos muito raros, tornados.

## Formação

A neve com efeito de lago é gerada quando ventos frios movem nuvens sobre águas quentes.

Alguns elementos chave são necessários para a formação da precipitação por efeito de lago e determinam suas características: instabilidade, fetch (distância de alcance), cisalhamento do vento, umidade a montante, lagos a barlavento, forçamento sinótico (em grande escala), orografia/topografia e cobertura de neve ou gelo.

### Instabilidade
Uma diferença de temperatura de cerca de 13 ºC entre a temperatura do lago e a altura na atmosfera (aproximadamente 1.500 metros onde a pressão barométrica mede 850 millibars ou 85 kPa) cria instabilidade absoluta, permitindo um transporte vigoroso de calor e umidade na vertical. A taxa de decaimento atmosférico [en] e a profundidade convectiva são diretamente influenciadas tanto pelo ambiente de mesoescala do lago quanto pelo ambiente sinótico; uma profundidade convectiva maior, com taxas de decaimento mais acentuadas e um nível adequado de umidade, possibilita nuvens de precipitação mais espessas e altas, resultando em uma taxa de precipitação muito maior.

### Fetch
A distância que uma massa de ar percorre sobre um corpo de água é chamada de fetch. Como a maioria dos lagos tem formato irregular, diferentes ângulos de deslocamento resultam em distâncias variadas; geralmente, um fetch de pelo menos 100 km (60 mi) é necessário para gerar precipitação por efeito de lago. Quanto maior o fetch, mais precipitação é produzida. Fetches maiores dão à camada limite mais tempo para se saturar com vapor de água e transferir energia térmica da água para o ar. Ao alcançar o outro lado do lago, o processo de ascensão e resfriamento do vapor se manifesta como condensação, caindo como neve, geralmente a até 40 km (25 mi) do lago, mas às vezes até cerca de 150 km (100 mi).

### Cisalhamento do vento
O cisalhamento direcional é um dos fatores mais importantes no desenvolvimento de bandas de precipitação. Ambientes com cisalhamento direcional fraco geralmente produzem bandas mais intensas do que aqueles com níveis mais altos. Se o cisalhamento entre a superfície e a altura onde a pressão mede 70 kPa for maior que 60°, apenas flocos leves são esperados. Se estiver entre 30° e 60°, bandas fracas podem se formar. Em locais com cisalhamento menor que 30°, bandas fortes e bem organizadas são prováveis.
O cisalhamento de velocidade é menos crítico, mas deve ser relativamente uniforme. A diferença de velocidade do vento entre a superfície e a altura de 70 kPa não deve exceder 74 km/h, para evitar que as partes superiores da banda se separem. Contudo, com ventos uniformes entre a superfície e 70 kPa, uma velocidade geral mais alta transporta umidade mais rapidamente da água, fazendo a banda avançar mais para o interior.

A diferença de temperatura e a instabilidade estão diretamente relacionadas: quanto maior a diferença, mais instável e convectiva será a precipitação por efeito de lago.

### Umidade a montante
Uma umidade relativa mais baixa a montante dificulta a formação de condensação, nuvens e precipitação. O oposto ocorre com alta umidade relativa a montante, facilitando a formação de condensação, nuvens e precipitação em maior quantidade.

### Lagos a barlavento
Qualquer grande corpo de água contra o vento influencia a precipitação por efeito de lago a sotavento de um lago a favor do vento, adicionando umidade ou bandas preexistentes que podem se intensificar sobre o lago a sotavento. Nem sempre lagos a barlavento aumentam a precipitação a favor do vento.

### Forçamento sinótico
A advecção de vorticidade em altitude e a ascensão em larga escala aumentam a mistura e a profundidade convectiva, enquanto a advecção de ar frio reduz a temperatura e amplia a instabilidade.

### Orografia e topografia
Normalmente, a precipitação por efeito de lago aumenta com a elevação a sotavento do lago, pois o forçamento topográfico extrai a precipitação e seca a banda mais rapidamente.

### Cobertura de neve e gelo
À medida que um lago congela gradualmente, sua capacidade de produzir precipitação por efeito de lago diminui por dois motivos. Primeiro, a área de superfície líquida livre de gelo encolhe, reduzindo as distâncias de fetch. Segundo, a temperatura da água se aproxima do ponto de congelamento, diminuindo a energia térmica latente disponível para gerar bandas de precipitação. Um congelamento completo muitas vezes não é necessário para interromper a produção.
Mesmo sem precipitação, o ar frio passando sobre água mais quente pode gerar cobertura de nuvens. Ciclones de latitude média em rápida movimentação, conhecidos como clippers de Alberta [en], frequentemente cruzam os Grandes Lagos. Após a passagem de uma frente fria, os ventos tendem a mudar para noroeste, e um padrão comum é a formação de uma área de baixa pressão duradoura sobre as Marítimas do Canadá, que pode arrastar ar frio do noroeste pelos Grandes Lagos por uma semana ou mais, associado à fase negativa da Oscilação do Atlântico Norte (OAN). Essas áreas supostamente abrigam populações com altas taxas de transtorno afetivo sazonal, uma forma de depressão psicológica associada à falta de luz.

## Exemplos

### América do Norte

#### Região dos Grandes Lagos

Bandas de neve com efeito de lago sobre en

Mapa mostrando algumas áreas de neve com efeito de lago nos Estados Unidos

Ventos frios no inverno, geralmente de noroeste, predominam na região dos Grandes Lagos, produzindo as nevascas por efeito de lago mais intensas nas margens sul e leste dos Grandes Lagos. Isso resulta em acumulações de neve muito maiores nessas áreas em comparação com as margens norte e oeste.
As áreas mais afetadas incluem a Península Superior de Michigan; Norte de Nova York [en] e Nova York Central [en], especialmente a região de Tug Hill [en]; Oeste de Nova York [en]; Noroeste da Pensilvânia [en]; Nordeste de Ohio [en]; Sudoeste de Ontário e Ontário central; o nordeste de Illinois (ao longo da costa do Lago Michigan); noroeste e centro norte de Indiana (principalmente entre Gary e Elkhart); norte de Wisconsin (perto do Lago Superior); e Oeste de Michigan [en].
As nevascas por efeito de lago no planalto de Tug Hill (leste do Lago Ontário) frequentemente estabelecem recordes diários de neve nos Estados Unidos. Tug Hill recebe, em média, mais de 610 cm de neve por inverno. As partes mais nevadas, perto do cruzamento das cidades de Montague [en], Osceola [en], Redfield [en] e Worth [en], acumulam em média mais de 300 polegadas (760 cm) de neve anualmente.
Entre 3 e 12 de fevereiro de 2007, um evento de neve com efeito de lago deixou 358 cm de neve em 10 dias em North Redfield, no planalto de Tug Hill. Outros exemplos de nevascas prolongadas incluem: de 27 de dezembro de 2001 a 1 de janeiro de 2002, quando 320 cm de neve caíram em seis dias em Montague; de 10 a 14 de janeiro de 1997, com 281 cm em cinco dias em North Redfield; e de 15 a 22 de janeiro de 1940, quando mais de 2,4 metros caíram em oito dias em Barnes Corners.
Syracuse, Nova York, ao sul do planalto de Tug Hill, recebe significativa neve com efeito de lago do Lago Ontário, com média de 294 cm de neve por ano, suficiente para ser considerada uma das grandes cidades mais nevadas da América.
O Lago Erie produz um efeito similar em uma zona que vai dos subúrbios leste de Cleveland até Erie e Buffalo. Vestígios de neve com efeito de lago do Lago Erie já foram observados até o sul de Condado de Garrett, Maryland, e a leste até Geneva, Nova York. Por não ser tão profundo quanto os outros lagos, o Erie aquece rapidamente na primavera e no verão, sendo frequentemente o único Grande Lago a congelar no inverno. Quando congelado, a cobertura de gelo reduz a neve com efeito de lago a sotavento. Com base em evidências de isótopos estáveis de sedimentos lacustres e registros históricos, prevê-se que o aquecimento global aumente ainda mais a neve com efeito de lago.
Um grande cinturão de neve existe na Península Superior de Michigan, perto das cidades de Houghton, Marquette e Munising, que recebem tipicamente 635-762 cm de neve por temporada. Em comparação, na margem oeste, Duluth, Minnesota recebe 198 cm por temporada.
Oeste de Michigan [en], oeste do Norte Inferior de Michigan [en], e Norte de Indiana [en] enfrentam fortes nevascas por efeito de lago quando os ventos passam sobre o Lago Michigan, depositando neve em cidades como Muskegon, Traverse City, Grand Rapids, Kalamazoo, New Carlisle, South Bend e Elkhart, mas essas nevascas diminuem significativamente antes de Lansing ou Fort Wayne, Indiana. Quando os ventos se alinham entre 330° e 390°, uma única banda de neve pode se formar, estendendo-se por todo o Lago Michigan, produzindo nevascas intensas e localizadas em cidades como La Porte e Gary.
Por estar cercado por água em três lados, o sudoeste e centro de Ontário recebem grande parte de sua neve de inverno por efeito de lago. Essa região é famosa pelos *whiteouts* que podem reduzir subitamente a visibilidade na rodovia mais movimentada da América do Norte (Rodovia 401 de Ontário). A área mais afetada vai de Port Stanley [en] a oeste, a Península de Bruce ao norte, Niagara-on-the-Lake a leste, e Fort Erie ao sul. As maiores acumulações ocorrem na Península de Bruce, entre o Lago Huron e a Baía Georgiana. Enquanto os Grandes Lagos não estiverem congelados, a Península de Bruce só fica livre de neve com efeito de lago quando o vento sopra diretamente do sul.

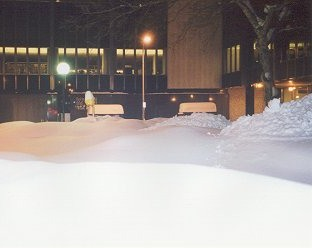
Buffalo, Nova York, após 209 cm de neve entre 24 e 28 de dezembro de 2001
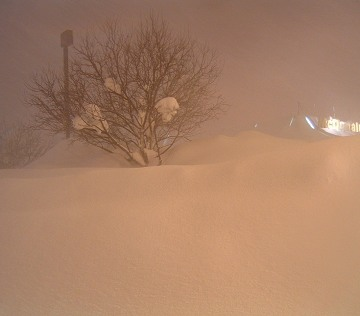
Fulton, Nova York, após uma rajada de neve que deixou 122-183 cm em grande parte do Condado de Oswego entre 28 e 31 de janeiro de 2004
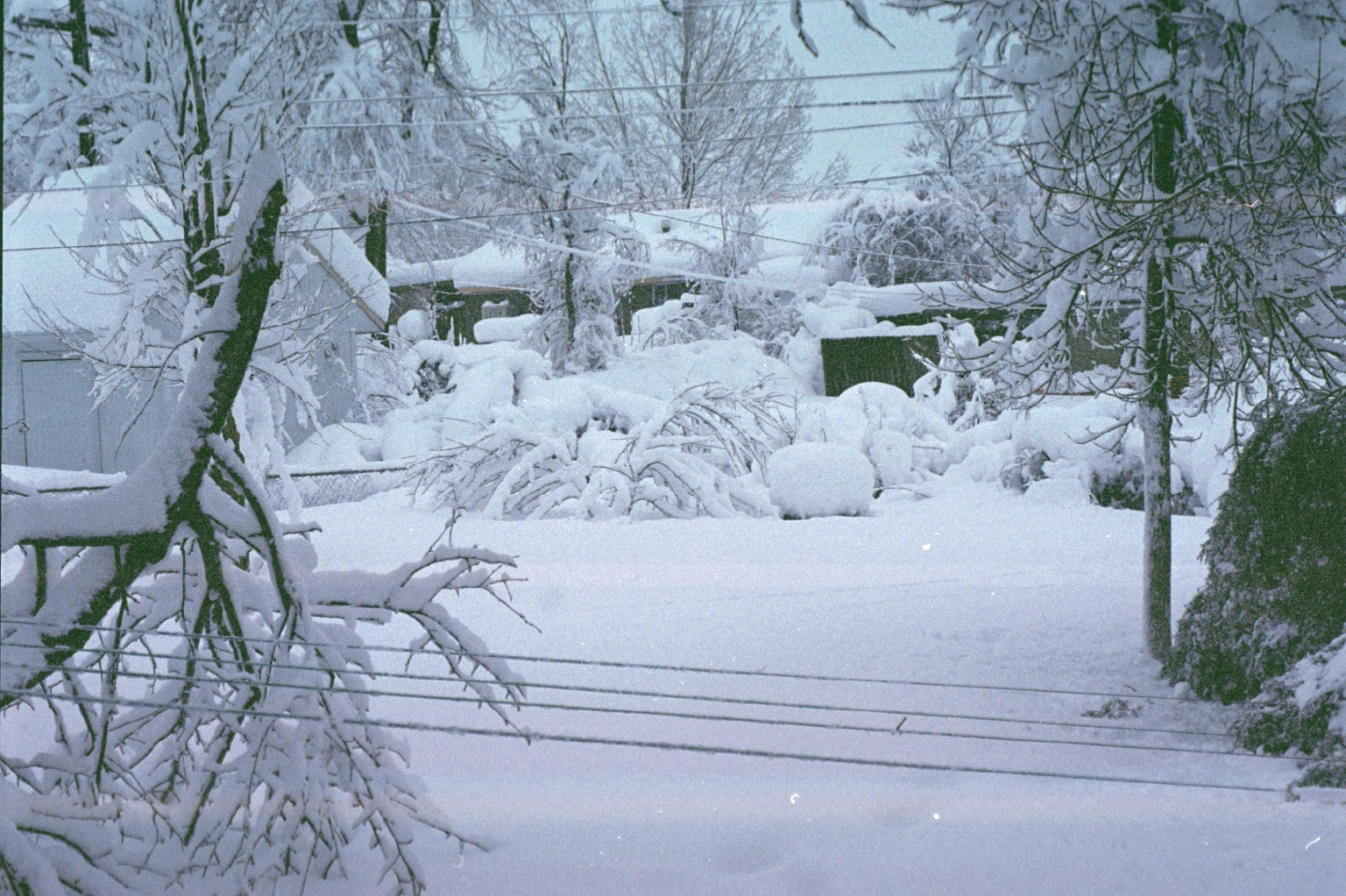
A tempestade do Dia dos Veteranos, de 9 a 14 de novembro de 1996. No auge, mais de 160 mil clientes ficaram sem energia na Grande Cleveland, com acumulações isoladas próximas de 178 cm.

#### Outros locais nos Estados Unidos
Os lados sul e sudeste do Grande Lago Salgado recebem significativa neve com efeito de lago. Como o lago nunca congela, o efeito pode influenciar o clima ao longo da Frente Wasatch [en] durante todo o ano, contribuindo para os 140-203 cm anuais de neve ao sul e leste, e uma média de 13 m na Cordilheira Wasatch. A neve, frequentemente leve e seca devido ao clima semiárido, é chamada de "A Maior Neve da Terra" nas montanhas. O efeito de lago contribui com cerca de 6 a 8 nevascas anuais em Salt Lake City, representando aproximadamente 10% da precipitação da cidade.
Em dezembro de 2016, neve com efeito de lago caiu no centro do Mississippi a partir de uma banda vinda do Reservatório Ross Barnett [en].
A Costa Oeste dos Estados Unidos ocasionalmente experimenta chuvas por efeito de oceano, geralmente como chuva em altitudes mais baixas ao sul da foz do Rio Columbia. Isso ocorre quando uma massa de ar ártico do oeste do Canadá é levada para o Oceano Pacífico, tipicamente pelo Vale do Fraser [en], retornando à costa ao redor de um centro de baixa pressão. Ar frio fluindo do Vale do Fraser pode absorver umidade sobre o Estreito de Geórgia e o Estreito de Juan de Fuca, subindo pelas encostas nordeste das Montanhas Olímpicas [en], produzindo neve pesada e localizada entre Port Angeles e Sequim, além de áreas em Condado de Kitsap e a região de Puget Sound.
Embora neve seja rara na Flórida, o fenômeno de neve por efeito de golfo foi observado algumas vezes ao longo da costa norte do Golfo do México. Mais recentemente, neve por "efeito de oceano" ocorreu em 24 de janeiro de 2003, quando ventos do Atlântico, com temperaturas do ar na faixa de -1 °C, trouxeram flocos de neve brevemente à costa atlântica do norte da Flórida, visíveis até Cabo Canaveral.

### Eurásia

#### Istambul e norte da Turquia
Como o sul do Mar Negro é relativamente quente (cerca de 13 °C no início do inverno, caindo para 10 a 6 °C no final), ar suficientemente frio em altitude pode criar nevascas significativas em pouco tempo. Além disso, o ar frio, ao chegar à região, tende a se mover lentamente, gerando dias ou até semanas de nevascas ocasionais por efeito de lago.
Istambul, a cidade mais populosa da região, é muito suscetível a esse fenômeno e registra nevascas quase todo inverno, apesar da média de inverno de 5 °C (41 °F) ser comparável à de Paris. Em várias ocasiões, eventos de neve com efeito de lago duraram mais de uma semana, com totais oficiais de profundidade de neve por tempestade ultrapassando 80 cm no centro e 104 cm ao redor da cidade. Registros não oficiais anteriores são frequentemente maiores, devido à escassez de estações meteorológicas antigas; algumas fontes afirmam até 4 metros durante a nevasca de março de 1987.
Nas províncias montanhosas, o efeito orográfico amplifica a neve, resultando em acumulações de vários metros, especialmente em altitudes mais altas.

#### Ao redor do Mar Báltico
No norte da Europa, massas de ar frio e seco da Rússia soprando sobre o Mar Báltico podem causar fortes rajadas de neve nas costas sul e leste da Suécia, na ilha dinamarquesa de Bornholm, na costa leste da Jutlândia e na costa norte da Polônia. No norte do Mar Báltico, isso ocorre principalmente no início do inverno, antes do congelamento. O sudeste da Noruega também pode enfrentar eventos de neve pesada com ventos de leste nordeste. Áreas costeiras de Kragerø a Kristiansand já registraram grandes profundidades de neve com bandas persistentes do Skagerak (a cidade costeira de Arendal registrou 280 cm (110 pol) em uma semana no final de fevereiro de 2007). Embora a Fennoscândia tenha muitos lagos, esse tipo de neve é raro neles, pois a água doce rasa congela cedo no interior frio. Uma exceção notável ocorreu em maio de 2008, quando Leksand [en], às margens do lago Siljan, ainda não congelado, acumulou 30 cm (12 pol).

#### Leste da Ásia
O Mar do Japão gera nevascas nas prefeituras montanhosas do oeste do Japão, como Niigata e Nagano, partes conhecidas como país da neve [en] (Yukiguni). Além do Japão, grande parte da Coreia marítima e a Península de Shandong também enfrentam essas condições.

#### Sibéria
Ventos fortes e um lago grande e profundo intensificam a neve ao redor do Lago Baikal no outono; porém, quase toda a superfície do lago congela de janeiro até a primavera, interrompendo a neve com efeito de lago.

#### Irã
O movimento de centros de alta pressão polar ou siberiana ao longo do Mar Cáspio, em relação às águas mais quentes deste mar, pode gerar fortes nevascas na costa norte do Irã. Várias nevascas foram relatadas nas últimas décadas. Em fevereiro de 2014, a neve atingiu 200 cm (79 pol) na costa das províncias de Gilan e Mazandaran. A maior acumulação foi em Abkenar [en], perto da Lagoa de Anzali [en].

Animação de radar da IRIMO[46] mostrando neve com efeito de lago na costa sul do Mar Cáspio, norte do Irã
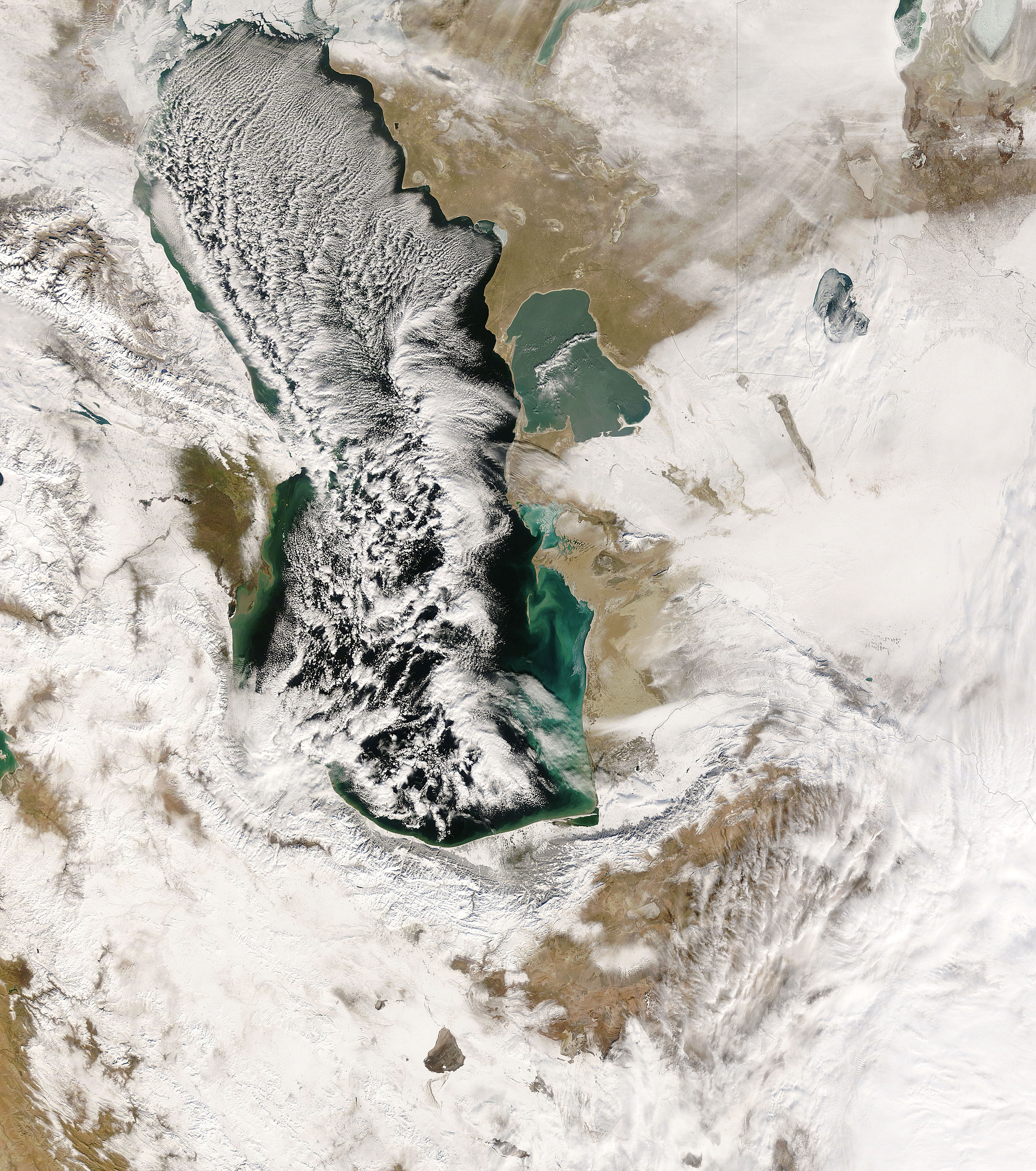
Nuvens por efeito de lago sobre o Mar Cáspio em 7 de janeiro de 2008

#### Reino Unido
No Reino Unido, ventos de leste trazendo ar continental frio pelo Mar do Norte podem levar a um fenômeno similar, localmente chamado de "neve com efeito de lago", apesar de vir do mar. Com ventos de noroeste, chuvas de neve podem se formar a partir da Baía de Liverpool [en], descendo pela Planície de Cheshire [en], causando neve nas Midlands Ocidentais—como no Natal branco de 2004 e nas nevascas de 8 de dezembro de 2017 e 30 de janeiro de 2019.
O exemplo mais conhecido ocorreu em janeiro de 1987 [en], quando ar recorde de frio (associado a uma baixa em altitude) moveu-se pelo Mar do Norte rumo ao Reino Unido, depositando mais de 60 cm de neve em áreas costeiras, isolando comunidades por mais de uma semana. Eventos recentes na costa leste da Grã-Bretanha ocorreram em 30 de novembro de 2017, 28 de fevereiro de 2018 e 17 de março de 2018, ligados à Onda de frio de 2018 na Grã-Bretanha e Irlanda [en]. O segundo evento de 2017/18 foi particularmente severo, com até 70 cm entre 27 e 28 de fevereiro.
Ventos de noroeste sobre as águas quentes do Canal da Mancha durante ondas de frio podem trazer nevascas significativas à região francesa da Normandia, onde desvios de neve excedendo 3 metros foram medidos em março de 2013.